# Консервативная молодёжная национальная организация
Консервативная молодёжная национальная организация (дат. Konservativ Ungdoms Landsorganisation) — датская политическая молодёжная организация, входящая в Консервативную народную партию. Организация была основана в 1904 году.

## История
Организация была основана в 1904 году как Ассоциация консервативной молодёжи Дании, а первое местное отделение, Консервативная молодёжь в Большом Орхусе, основано в 1903 году, что делает ассоциацию старейшей молодёжной организацией в Дании. Изначально организация была создана независимо от консервативной партии.
В межвоенный период организация насчитывала около 30000 членов. В начале 1930-х годов под влиянием нового председателя Джека Вестергора произошла идеологическая переориентация на фашизм, однако это прекратилось со сменой главы организации в 1936 году.

## Внешние ссылки
- Сайт консервативной молодежи
- Политическая программа